# Kisköre
Kisköre es una ciudad en el condado de Heves, Hungría.

## La esclusa
En Kisköre hay una esculsa hidroeléctrica que se construyó en 1973 cuando se completó la presa de Tisza.

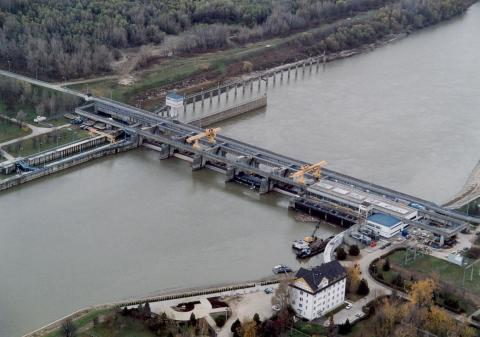
Presa de Tisza

## Ciudades hermanadas
La ciudad de Kisköre está hermanada con:
- Namysłów, Polonia